# Kiedrowski III

Herb Kiedrowski III

Kiedrowski III (Brochwicz odmienny) – kaszubski herb szlachecki, według Przemysława Pragerta odmiana herbu Brochwicz.

## Opis herbu
Opis z wykorzystaniem zasad blazonowania, zaproponowanych przez Alfreda Znamierowskiego:
W polu jeleń wspięty. Barwy nieznane.

## Najwcześniejsze wzmianki
Herb znany tylko z materiałów rodziny Kiedrowskich. Pochodzi z pieczęci użytej przez Józefa Kiedrowskiego (Joseph von Kiedrowski, 1765-1813) z Mielna. Józef należał do gałęzi Lew-Kiedrowskich, używających herbu Lew III, Lew V, lub Kiedrowski. Przemysław Pragert spekuluje, że być może gałąź Józefa używała pierwotnie herbu z jeleniem.

## Herbowni
Kiedrowski. Rodzina używała licznych przydomków: Kojtała (Chojtalek, Kajtała), Lew (Loewe, Lewi), Maciej, Okaty, Orlik, Paszk (Pask), Orlik, Reszka, Retka, Staszylwów, Żołtk. Rodzina używająca herbu z jeleniem nie została odnotowana z żadnym z tych przydomków.
Kaszubscy Kiedrowscy znani są z licznymi innymi herbami. Pełna lista dostępna w haśle Kiedrowski.